# Трансон, Абель
Абе́ль Трансо́н, полное имя Абель Этьен Луи Трансон  (фр. Abel Étienne Louis Transon;  20 декабря 1805, Версаль (город) — 23 августа 1876, Париж) — французский математик, механик, инженер и журналист .

## Биография
Родился 20 декабря 1805 года в Версале. Окончил Политехническую школу (1823) и Горную школу (1830) в Париже. С 1830 г. — горный инженер, с 1841 г. работал в Политехнической школе (сначала был репетитором по анализу, а с 1858 г. — экзаменатором вновь поступающих).
Первые учёные работы Трансона по математике печатались в «Журнале чистой и прикладной математики» его коллеги Ж. Лиувилля («Journal de Mathématiques pures et appliquées»).
Был сенсимонистом — приверженцем основанного графом Анри де Сен-Симоном течения социального утопизма. Участвовал в Парижской коммуне.
Умер в Париже 23 августа 1876 года.

## Научная деятельность
Основные работы Трансона относятся к теоретической кинематике и кинематической геометрии (в ней он развивал идеи М. Шаля). В 1844 г. предложил способ построения центра кривизны в произвольно выбранной точке эллипса. В 1845 г. разработал новый метод нахождения радиуса кривизны траектории движущейся точки, в том же году ввёл понятие «круга качения».
В работе «Заметка о принципах механики» (1845) Трансон первым поставил вопрос об ускорениях высших порядков и вывел для них формулы, используя ещё не кинематические, а динамические рассуждения.  Далее учение Трансона об ускорениях высших порядков развивали:
- А. Резаль, который в своём «Трактате чистой кинематики» (1862)[3] получил формулы для касательных, нормальных и бинормальных составляющих ускорений высших порядков (сам Трансон владел общим понятием ускорений высших порядков, но проанализировал лишь случай ускорения 2-го порядка), а применительно к плоскому движению тела ввёл понятие о мгновенных центрах ускорений высших порядков[4];
- О. И. Сомов, который в статьях «Об ускорениях различных порядков» (1864) и «Об ускорениях различных порядков в относительном движении» (1866)[5] провёл исследование на стыке дифференциальной геометрии и теоретической кинематики и приложил аппарат теории ускорений различных порядков к исследованию пространственных кривых (именно он предложил сам термин «ускорения высших порядков»)[6];
- В. Н. Лигин, который в работе «Заметки об ускорениях высших порядков в движении неизменяемой системы» (1873)[7] установил ряд общих свойств ускорений произвольного порядка точек неизменяемой системы в случаях её плоского и пространственного движения[8];
- Н. Е. Жуковский, который в статье «Приложение теории центров ускорений высших порядков к направляющему механизму Чебышёва» (1883)[9] применил аппарат теории ускорений высших порядков к теории механизмов — в задаче о синтезе симметричного прямолинейно-направляющего механизма Чебышёва[10].

## Сочинения

### Математика
Учёные статьи в «Журнале чистой и прикладной математики» («Journal de Mathématiques pures et appliquées»):
- «Rayons de courbure dos sections coniques» (I, 1836);
- «Généralisation de la théorie des loyers dans les sections coniques» (IV, 1839).
- «Note sur les principes de la mécanique» (X, 1845).

В журнале «Nouvelles annales mathématiques»:
- «Théorie des quantités négatives» (III, 1844);
- «Nombre des points multiples dans une courbe algébrique» (X и XVIII, 1851 и 1852);
- «Projection gauche» (IV и V, 1865 и 1866);
- «Principe et règle des signes» (VI, 1867);
- «Séparation des racines» (VII, 1868);
- «Démonstration de deux théorèmes d’algèbre» (там же);
- «Application de l’algèbre directive à la géométrie» (там же);
- «Sur un nouveau mode de construction des coniques» (XII, 1873);
- «Réflexions sut· l’événement scientifique d’une formule publiée par Wronski en 1812 et démontrée par M. Cayley en 1873» (XIII, 1874);
- «Loi des séries de Wronski; sa phoronomie» (там же, стр. 305—318).

Оба последних сочинения, как имевшие целью дать западноевропейским ученым точное понятие о двух математических открытиях Гоёне Вронского, именно об его «loi suprème» и «loi des séries», были переведены на польский язык и напечатаны в «Pamiętnik Towarzystwa nauk scislych w Paryzu» (VIII, 1876).
- «Mémoire sur les propriétés d’un ensemble de droites menées de tous les points de l’espace suivant une loi commune» («Journal de l’Ecole polytechnique», cah. XXXIX, 1862; также в «Compte rendus de l’Académie», LU, 1861);
- «Théorie des maximums et des minimums» (там же, 1867, XXV);
- «L’emploi de l’infini en mathématiques» («Comptes Rendus», LXXIII, 1871, 2 стр.);
- «Cinématique ou phoronomie» («L’Institut, 1-re section», XXXVIII, 1870).

В последней статье автор занимался восстановлением прав Вроньского на первенство установления им (в 1818 г.) кинематики, или, по его терминологии, форономии, как отдельной, вполне самостоятельной, математической науки. Эти права, как известно, были несправедливо нарушены в пользу Ампера, сделавшего то же самое в 1834 г. в своем сочинении «Essai sur la philosophie des sciences».
Единственным математическим сочинением Трансона, вышедшим отдельным изданием, было посвящённое философии геометрии: «De l’infini ou métaphysique et géométrie, a l’occasion d’une pseudo-géométrie» (Evreux, 1871).

### Другое
Статьи Трансона, не относящиеся к математике:
- «Essai géologique sur l’île de Jersey» («Annales des Mines», 1851)
- статьи о сенсимонизме, например: «Учение об ассоциации Шарля Фурье» (Théorie Sociétaire de Charles Fourier. Paris, 1832.)